# Erasmus von Handel
Erasmus von Handel (1. nebo 2. června 1860 zámek Mirskofen v Bavorsku – 6. června 1928 Salcburk) byl rakousko-uherský, respektive předlitavský státní úředník a politik, v letech 1916–1917 ministr vnitra Předlitavska.

## Biografie
Vystudoval Theresianum ve Vídni. V roce 1882 nastoupil jako státní úředník v provincii Rakouské přímoří. Od roku 1887 pracoval na ministerstvu vnitra ve vedení odboru pro volby do zemských sněmů a do Říšské rady. V roce 1902 se stal místodržícím Dalmácie, v roce 1905 přešel na post místodržícího Horních Rakous. V následujících letech zde vedl jednání o změně volebního řádu do zemského sněmu. Angažoval se i v reformě školství a v programu regulace vodních toků.
Za vlády Heinricha Clam-Martinice se stal ministrem vnitra. Funkci zastával od 20. prosince 1916 do 22. června 1917. V roce 1917 se stal doživotním členem Panské sněmovny.
Po zániku monarchie zasedal po jistý čas v prozatímním hornorakouském zemském sněmu jako předseda hospodářské rady. Zastupoval zde Křesťansko-sociální stranu.